# Castrele Traiane, Dolj
Castrele Traiane este un sat în comuna Plenița din județul Dolj, Oltenia, România.

## Vestigii arheologice
În Repertoriul Arheologic Național, sub nr. 73727.01 se găsește șezarea fortificată tip Coțofeni din Epoca bronzului "La Cetate", localizată la 300 m E de satul la Castrele Traiane.